# Calocheiridius congicus
Espèce
Synonymes
- Pseudohorus congicus Beier, 1954

Calocheiridius congicus est une espèce de pseudoscorpions de la famille des Olpiidae.

## Distribution
Cette espèce est endémique du Haut-Katanga au Congo-Kinshasa. Elle se rencontre vers Kambove.

## Systématique et taxinomie
Cette espèce a été décrite sous le protonyme Pseudohorus congicus par Beier en 1954. Elle est placée dans le genre Olpium par Beier en 1957 puis dans le genre Calocheiridius par Beier en 1959.

## Étymologie
Son nom d'espèce lui a été donné en référence au lieu de sa découverte, le Congo belge.

## Publication originale
- Beier, 1954 : Pseudoscorpioniden aus dem Belgischen Congo. Annales du Musée du Congo Belge, Sciences Zoologiques, vol. 1, p. 132-139.